# ウッタラーカンド州
ウッタラーカンド州（ウッタラーカンドしゅう、ヒンディー語: उत्तराखण्ड, Uttarakhand、「北の土地」の意味）は、インド北部の州。旧称ウッタラーンチャル州（英: Uttaranchal, /ˌʊtəˈræntʃʌl/、2007年改称）。
北西でヒマーチャル・プラデーシュ州と、北で中華人民共和国のチベット自治区と、東でネパールと、南と南東でウッタル・プラデーシュ州と、西でハリヤーナー州と隣接する。総面積53,483平方キロメートル（インド全体の1.6パーセント）。州都はデヘラードゥーンだが、裁判所はネーニータールに所在する。ガルワールとクマーウーンのふたつの地方からなり、その下に13県がある。州面積の45.4パーセントは森林が占め、耕作可能地は16パーセントに限られる。州内のガンゴトリ氷河とヤムノトリ氷河をそれぞれ水源とする、ガンジス川とヤムナー川の二大河川が流れる。
古代の十六大国時代はクル国とパンチャーラ国の版図であったが、のちクニンダ王国が興隆した。アショーカ王碑文などから、仏教の影響も確認できる。
州の主要産業は農業から旅行業、観光業、宿泊業といったサービス業にシフトしてきている。州内総生産は2兆8700億ルピー（330億米ドル）。インド下院（ローク・サバー）に5議席、インド上院（ラージヤ・サバー）に3議席を割り当てられている。
州内の住民は、地方によってガールワーリーあるいはクマーウーニーと呼ばれる。人口の75パーセント以上はヒンドゥー教徒で、イスラームがこれに次ぐ。言語はヒンディー語が主流で、州の公用語にもなっている。そのほかガルワーリー語、ジャウンサーリー語、グジャール語、クマーオニー語などが存在する。州内には重要なヒンドゥー教の寺院や聖地が数多く存在することから、デーヴブーミー（神の土地）とも呼ばれる。主な観光地としてチャールダーム、ハリドワール、リシケーシュ、パンチ・ケダル、ヒマラヤ山脈、サプタ・バドリなどが挙げられる。州内には2か所の世界遺産がある。

## 概要
以前はウッタル・プラデーシュ州の一部に含まれていたが、2000年11月9日に分割され新たにウッタラーンチャル州として設立された。
その後紆余曲折を経て、もともと分割以前から使い慣わされてきた現在の州名へと2006年12月に変更された。
冬の州都はデヘラードゥーン。2020年に夏の州都がゲールセーンに定められた。
州都では最高気温が40度を超える一方、州境（国境）付近では氷河が見られるなど同じ州内でも気候の差は激しい。
州の公用語はヒンディー語。2011年の国勢調査による母語の割合は、ヒンディー語41%のほか、パハール語群としてガルワーリー語23%（主に州西部に分布）、クマーオニー語20%（主に州東部に分布）、ジョーンサーリー語1.3%などとなっている。

## 人口
- 1991年3月1日：711万3483人
- 2001年3月1日：848万9349人
- 2011年3月1日：1008万6292人[6]

## 地方行政区分
- アルモーラー県（英語版） (Almora district)
- バーゲーシュワル県（英語版） (Bageshwar district)
- チャモーリー県（英語版） (Chamoli district)
- チャーンパーワト県（英語版） (Champawat district)
- デヘラードゥーン県（英語版） (Dehradun district)
- ハリドワール県（英語版） (Haridwar district)
- ネーニータール県（英語版） (Nainital district)
- パウリー・ガルワール県（英語版） (Pauri Garhwal district)
- ピトーラーガル県（英語版） (Pithoragarh district)
- ルドラプラヤーグ県（英語版） (Rudraprayag district)
- ティヘリー・ガルワール県（英語版） (Tehri Garhwal district)
- ウダム・スィン・ナガル県（英語版） (Udham Singh Nagar district)
- ウッタルカーシー県（英語版） (Uttarkashi district)